# Lins Basquete
O Lins Basquete foi uma equipe de basquetebol da cidade de Lins, no interior de São Paulo. Foi fundado em 6 de agosto de 2012 inicialmente como um projeto para trazer o basquete de volta ao cenário municipal, porém com os títulos municipais e regionais, incluindo o título da Liga de Basquete do Centro-Oeste Paulista, a equipe cresceu e se profissionalizou. Suas cores atuais são preto e branco. Atualmente está desativado.

## História

### 2012 - O começo do projeto
A equipe começou a participar do Campeonato Paulista de Basquete - Série A-2 em 2012, onde em sua primeira participação chegou a grande final, perdendo o título para o XV de Piracicaba. No ano seguinte disputou a Primeira fase do Paulista, onde os 2 mais bem colocados garantiam vaga para a Fase Principal. O clube conseguiu mais esse feito, porém, um problema no piso da quadra fez com que o Lins Basquete não disputasse a tão sonhada Fase Principal.

### 2013 - A consolidação
Em 2013, a equipe disputou novamente o Estadual da 1ª Divisão (antiga Série A-2), agora com o apoio da Associação Beneficente Cultural e Esportiva de Lins (ABCEL) e com isso fez a troca do piso do Ginásio João Santos Meira, e a reinauguração foi no playoff quartas-de-final contra o Clube Esperia. Fez uma grande campanha e chegou novamente a final da competição, desta vez enfrentando o Internacional/Fupes de Santos, e com grandes jogos e a torcida lotando o Ginásio, o Lins Basquete conseguiu o até então seu maior título, o de Campeão da Primeira Divisão.

### 2014 - A expectativa
O ano de 2014 já começa como um ano cheio de expectativas, após ser campeão do Estadual da 1ª Divisão, e bicampeão da Liga de Basquete Centro-Oeste Paulista, a equipe parte para um nível nacional, e começa a disputar o mais novo campeonato organizado pela Liga Nacional de Basquete, a Liga Ouro, campeonato que dá acesso ao NBB. Na primeira fase foi o líder da temporada regular garantindo vaga direta na final contra o Rio Claro e ficando com o vice-campeonato. Além disso, a equipe agora também tem vaga garantida para a disputa do Paulista - Divisão Especial.
No dia 26 de abril, houve também o primeiro jogo da equipe feminina do Lins Basquete, mais um projeto que se inicia na instituição. Em seu primeiro jogo pelo Campeonato Paulista Feminino - Série A-2, derrota para a equipe do Divino/Jundiaí.
Para a disputa da Divisão Especial do Campeonato Paulista de Basquete, o Lins Basquete fechou uma parceria com o Basquete Cearense, trazendo todos os jogadores e comissão técnica para Lins, pois a equipe perdeu todo o patrocínio com empresas e com a prefeitura devido a criação de um novo clube de basquete na cidade.
Apesar de usar o elenco de um time do NBB, o time não apresentou forças na competição e ficou sempre entre os últimos colocados e teve que disputar o quadrangular do rebaixamento, junto com Liga Sorocabana, Palmeiras e Inter Santos, mas acabou sendo rebaixado.

### Atualmente
Atualmente, o Lins Basquete está licenciado das competições regionais e estaduais.

## Títulos (masculino)
| Estaduais | Estaduais                          | Estaduais | Estaduais |
|           | Competição                         | Títulos   | Temporada |
| --------- | ---------------------------------- | --------- | --------- |
| São Paulo | Campeonato Estadual da 1.ª Divisão | 1         | 2013      |

### Outros torneios
- Liga de Basquete Centro-Oeste Paulista (LBC): 2012 e 2013.